# Rutinose

SNFG-Darstellung von Rutinose

Rutinose ist ein Disaccharid und Kohlenhydrat, welches aus Glucose und Rhamnose mit einer α(1→6)-Bindung zusammengesetzt ist.
Rutinose entsteht bei der Hydrolyse von Rutin mit dem Enzym Rhamnodiastase und wurde als erstes von M. Schubert 2002 aus Scheinhanf isoliert.

## Vorkommen
Rutinose ist Bestandteil des Glycosides Hesperidin, welches in den Schalen von Orangen und Zitronen vorkommt.
Mit Quercetin bildet Rutinose das Glycosid Rutin, welches in vielen Pflanzen zum Schutz vor UV-Strahlung vorkommt.